# Seven Cities of Gold
Seven Cities of Gold é um filme de aventura histórica estadunidense de 1955 dirigido por Robert D. Webb e estrelado por Richard Egan, Anthony Quinn e Michael Rennie. O roteiro é baseado no livro Os Nove Dias do Padre Serrapor de Isabelle Gibson Ziegler.
Conforme retratado no filme, em 1769, o Padre Junípero Serra (1713-1784) acompanhou a expedição de José de Galvez à Alta Califórnia e fundou a Missão de São Diego de Alcalá. Foi a primeira das vinte e uma missões franciscanas estabelecidas na Califórnia. Em 25 de setembro de 1988, Serra foi beatificado, o primeiro passo para a canonização na Igreja Católica. Foi canonizado pelo Papa Francisco em 23 de setembro de 2015, por ocasião da sua viagem apostólica a Cuba e Estados Unidos.

## Elenco
- Richard Egan como Tenente José Mendoza
- Anthony Quinn como Capitão Gaspar de Portolá
- Michael Rennie como Padre Junípero Serra
- Jeffrey Hunter como Matuwir
- Rita Moreno como Ula
- Eduardo Noriega como Sargento
- Leslie Bradley como Galves
- John Doucette como Juan Coronel
- Julio Villarreal como Piloto Vila
- Jack Mower como Pai (sem créditos)

## Produção
Seven Cities of Gold foi filmado principalmente no México, em torno da cidade de Manzanillo, na costa oeste, e nos desertos de Guadalajara. Uma aldeia indígena foi construída como cenário nas colinas perto de Manzanillo, e uma reprodução da missão original de San Diego foi construída na praia.